# پیلیان (کارولینای جنوبی)
پیلیان(به انگلیسی: Pelion) شهری در ایالت کارولینای جنوبی کشور ایالات متحده آمریکا است که جمعیت آن در سرشماری سال ۲۰۱۰ میلادی، ۶۷۴ نفر بوده‌است.